# Shackles (Praise You)
Shackles (Praise You) is een nummer van het Amerikaanse gospelduo Mary Mary uit 2000. Het is de eerste single van hun debuutalbum Thankful.
Het nummer bevat een sample uit Don't Look Any Further van Dennis Edwards en Siedah Garrett. "Shackles (Praise You)" kwam Mary Mary op kritiek te staan van gospelliefhebbers omdat het volgens hen te modern zou zijn voor een gospelnummer. Mary Mary reageerde dat het nummer "inderdaad hedendaags klinkt, maar dat het tegelijkertijd muziek is waar iedereen in elke muziekstijl zich mee kan identificeren. Het is universeel, maar de tekst is onmiskenbaar gospel". Het nummer bereikte een bescheiden 28e positie in de Amerikaanse Billboard Hot 100, in Europa was het goed voor een aantal top 10-noteringen. Zo behaalde het in de Nederlandse Top 40 de 4e positie, en in de Vlaamse Ultratop 50 de 6e.